# Зімницький Михайло Іванович
Миха́йло Іва́нович Зімни́цький (19 вересня (або 12 жовтня) 1892 року, слобода Липці, Харківського повіту, Харківської губернії, Російської імперії — 25 жовтня 1965 року, м. Мельбурн, Австралія) — український військовий, громадський і політичний діяч; інженер-агроном. Хорунжий Армії УНР.

## Біографія

### Молоді роки
Народився в сім'ї Івана Юхимовича і Марини Степанівни. В «Curriculum
vitae» писав: «Дошкільне виховання отримав від набожного і начитаного діда Юхима Пилиповича — поважного липчанського громадянина. В 1905 році скінчив Друге липецьке начальне училище, а в 1907 році в Липцях — двокласне училище. Потім три роки практикувався в сільській та волосній управах канцелярщиком. У 1908 році вів с.-г. статистику Харківського с.-г. товариства. В 1911 році перебрався до Харкова. За злиденні гроші працював у канцелярії судового пристава. Раз на тиждень ходив помагати експедувати „Сніп“, який власним коштом видавав небіжчик Микола Міхновський у 1911 році („Сніп“ видавали в 1912 році) в Харкові. В 1912 році вів канцелярію помічника присяжного повіреного О. Міхновського. Тут праця була приємніша, менша, та і у своїх людей міг дещо прочитати. В 1913 та до 17 липня 1914 року працював у третьому взаємному товаристві в Харкові на юридичному столі. Служба в банку була легка і добре платилася, так що мав змогу учитися. В 1914 році готувався екстерном за 4 класи гімназії.

### Перша світова війна
На початку мобілізації забрали до війська і того ж року — на фронт. З кінця 1914 року по червень 1917 року був у австрійському полоні. Від липня по 15 вересня 1917 року був арештований контррозвідкою корніловського штабу у Петрограді як українець, мовляв, „будувати Україну хочете, от ми вам і покажем“. Жовтень 1917 року і по листопад 1918 року був на Україні.

### Визвольні змагання
Ще в таборі Йозефштадт став вояком „Сірої Дивізії“. 28 листопада добровільно вступив козаком до Армії УНР. З червня 1919 року при забіранні Дорошенківським полком Чорного Острова від большевиків був ранений і лікувався в Кам'янці. 1 серпня вступив до Житомирської юнацької школи, але скоро захворів на тиф і пролежав 2½ місяці. Вдруге вступив до СЮШ 20 квітня 1920 року, котру скінчив 28 липня 1922 року.

### Еміграція
В червні 1923 року прийшов до ЧСР, аби здійснити давню мету свою — закінчити сільськогосподарську школу. 16 вересня вступив до Державної вищої школи садово-виноградарсько-городньої у Мельнику, яку 12 липня 1927 року скінчив іспитом дозрілости. 25 липня 1927 p., Подєбради». Під час навчання в УГА мешкав і працював у м. Кутній Горі. Дипломну роботу «Інтенсифікація сільського господарства на Підкарпатті» виконав «дуже добре, а дипломний іспит склав з успіхом добрим». Диплом УГА здобув 1932 року. Його прізвище є в списку абсольвентів (випускників) УГА, які працювали в культурно-просвітньому, економічному і громадсько-політичному житті на землях Карпатської України та Пряшівщини. В роки Другої світової війни був керівником хліборобської школи в Сяноку, Галичина. Закінчив і Празьку школу садівництва. 1949 року емігрував до Австралії. Помер та похований у Мельбурні.

## Вшанування пам'яті
- Розпорядженням Харківської обласної військової адміністрації № 514 В від 26.07.2024 «Про перейменування об'єктів топонімії населених пунктів Харківського району Харківської області» вулицю Радгоспну в селі Липці, перейменували на честь Михайла Зімницького[3].